# Campionati svedesi di ski cross 2022
I Campionati svedesi di ski cross 2022 si sono svolti a Järvsö, nel comune di Ljusdal (comune), il 9 aprile. Il programma ha incluso sia la gara femminile che la gara maschile. 
Trattandosi di competizioni valide anche ai fini del punteggio FIS, vi hanno partecipato anche sciatori di altre federazioni, senza che questo consentisse loro di concorrere al titolo nazionale svedese.

## Risultati

### Uomini
| Pos. | Atleta              | Nazione |
| ---- | ------------------- | ------- |
| 1    | David Mobaerg       | Svezia  |
| 2    | Viktor Andersson    | Svezia  |
| 3    | Erik Mobaerg        | Svezia  |
| 4    | Erik Wahlberg       | Svezia  |
| 5    | Ponthus Kristensson | Svezia  |

### Donne
| Pos. | Atleta          | Nazione  |
| ---- | --------------- | -------- |
| 1    | Sandra Naeslund | Svezia   |
| 2    | Linnea Mobaerg  | Svezia   |
| 3    | Lin Nakanishi   | Giappone |
| 4    | Ida Hellstroem  | Svezia   |
| 5    | Maya Westblad   | Svezia   |